# تكلفة غارقة

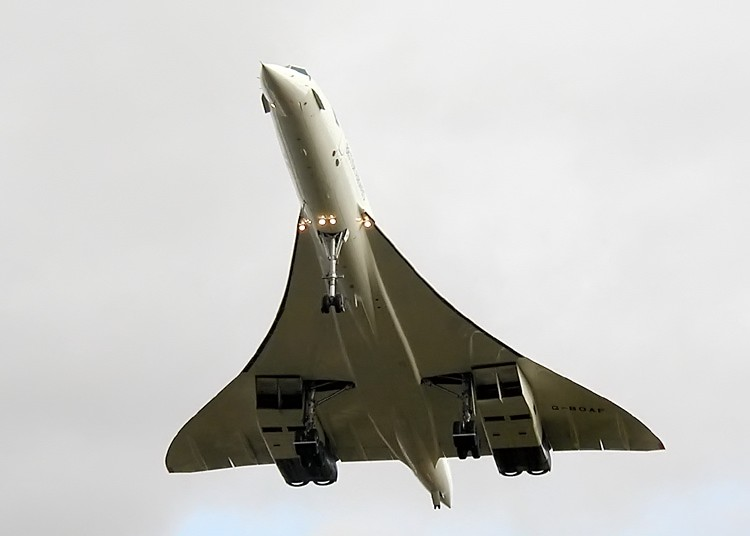

في الاقتصاد والأعمال، تُطلق التكلفة الغارقة (بالإنجليزية: Sunk Cost)‏ على التكاليف التي تم صرفها في مشروع أو قرار معين ولايمكن استعادتها. وعدم وجودها يعتبر من مميزات السوق المحتملة للتنافس.

## مغالطةالتكلفة الغارقة
يُطلق على حالة ما مغالطة التكلفة الغارقة حينما يكتشف الفرد بأن الاستثمار فاشل، ولكن يستمر فيه لعدم خسارة التكاليف التي دُفعت بالفعل ولايمكن استعادتها على الرغم من أنه لاعلاقة بين التكاليف وبين نجاح الاستثمار مستقبلاً. فعلى سبيل المثال، قد تشتري تذكرة أحد الأفلام ثم بعد شراء التذكرة تكتشف أن الفيلم لايستحق أن تحضره ولكنك تصر على حضوره ليس إلا لأنك قد دفعت قيمة تذكرته.

## وصلات خارجية
- هذه الطريقة في التفكير قد تؤدي إلى زيادة خسائرك من موقع بي بي سي عربي